# 民主行動聯盟
民主行動聯盟，台灣公民團體，在2004年正式成立，主要目標在於推動民主運動，監督陳水扁執政，主張兩岸統一。曾經推派代表，參與國大選舉。2008年馬英九當選中華民國總統後解散。

## 歷史
2003年，總統大選期間，國立中正大學中文系主任謝大寧、東吳大學物理系教授郭中一及中央研究院中國文哲研究所研究員李明輝在網站上發起「民主深化還是民粹極權」連署活動，在國立台灣大學心理系教授黃光國加入後，決定籌組正式政治團體。
2004年4月29日，提出宣言草案，包括中央研究院院士勞思光、前中央研究院中國文哲研究所籌備處主任戴璉璋、台大哲學系教授陳鼓應、台大社會系教授林端、世新大學教授周玉山、《科學月刊》創辦人林孝信、電影導演侯孝賢、作家唐諾、作家朱天心、作家桂文亞、兒童讀經運動發起人王財貴、謝大寧、郭中一、黃光國、李明輝、張亞中等人。5月4日，正式宣布成立，由謝大寧擔任總召集人，推動新文化運動，希望能凝聚在野黨力量，共同反對陳水扁政府執政。5月16日，舉行第一次民間國是論壇，黃光國、前民主進步黨主席許信良、前監察委員王清峰、臺灣原住民詩人莫那能、作家張系國等人都出席。會中決定四項行動策略：在國家定位上，採「一個中華，兩岸協商」；提高中選會位階，由立法院推薦社會賢達擔任委員；立法成立特別調查委員會或獨立檢察官制度；通過族群平等法。此外，也主張，為避免行政濫權，總統提出的公投，必須由立法院同意。提出行動宣言〈我們對後五二○台灣社會的承諾〉，並提出希望與民主進步黨青壯派立法委員辯論「新文化論述」。8月開始反軍購運動，反對台灣對美國的6108億元軍購案，並於9月發起反軍購遊行。
2005年3月以反對修憲為名，與其他學者、社運界人士與台大學生合組「張亞中等一百五十人聯盟」參選2005年中華民國任務型國代選舉，並以1.64%的得票率當選五人，張亞中當選國大代表後請辭。10月，張亞中、黃光國等人以聯盟名義邀請中央研究院七位院士，包括勞思光、于宗先、林毓生、胡佛、張玉法、黃彰健、楊國樞等人，共同發表《兩岸和平論述》，主張未來兩岸和平與發展且建立在「『整個中國、兩岸平等』、『兩岸統合』、『和平不武』、『基礎協定』」的架構下。
2006年，要求基隆市市長許財利辭職。
2008年中華民國總統選舉中，馬英九當選總統，中國國民黨重新執政。民主行動聯盟解散，部份成員改組為兩岸統合學會。